# Lista celor mai rapide mașini de serie
Aceasta este o istorie progresivă a celor mai rapide mașini din lume produse în serie și care au putut circula legal pe drumurile publice. Nu fac parte din această listă mașinile modificate sau mașinile concept. Pentru a face parte din această listă trebuie să fi fost produse cel puțin 20 de unități. În acest top intră mașini construite după Al Doilea Război Mondial, cu excepția lui Benz Velo care intră în această listă datorită faptului că a fost prima mașină produsă în serie.
Lista nu are pretenția de a fi identificat în mod real cele mai rapide mașini din lume, datorită lipsei unei metode standardizate de măsurare a vitezei (cel puțin în cazul mașinilor devenite clasice) și a lipsei, de asemenea, a unei autorități centrale capabilă să verifice eventualele pretenții. În alte cazuri, ca cel al actualului titular al recordului de viteză conform Guinness World Records, Bugatti Veyron Super Sport înregistrat cu 431 kilometri pe oră, numărul mic de unități produse (numai 5) nu îl fac eligibil pentru această listă.

## Cele mai rapide mașini produse în serie
| An              | Marcă și model             | Viteza maximă            | Număr de unități produse | Comentarii |
| --------------- | -------------------------- | ------------------------ | ------------------------ | --- |
| 1894            | Benz Velo                  | 19 km/h (12 mph)         | 1200                     | Prima mașină produsă în serie |
| 1949            | Jaguar XK120               | 201 km/h (125 mph)       | 12000                    | Unele publicații spun că XK120 a atins în q949 viteza de 214 km/h / 133 mph, dar mațina testată atunci a fost un prototip produs în serie limitată." Automobilul de serie atingea doar viteza de 201 km/h. |
| 1955            | Mercedes-Benz 300SL        | 225 km/h (140 mph)       | 1400                     | Testat de revista americană Road & Track. |
| 1958            | Aston Martin DB4           | 227 km/h (141 mph)       | 1110                     | Testat de revista Autocar în 1961 |
| 1959            | Aston Martin DB4 GT        | 245 km/h (152 mph)       | 75                       | Testat de revista Autosport în Decembrie 1961 |
| 1963            | Iso Rivolta Grifo A3/L 327 | 259 km/h (161 mph)       | over 400                 | Testat de Autocar. |
| 1967            | Lamborghini Miura P400     | 275 km/h (171 mph)       | over 750                 | Testat de Motor. Cu peste 750 unități produse între 1966-1973 cu trei P400, P400 S și P400 SV. |
| 1968            | Ferrari 365 GTB/4 Daytona  | 280 km/h (174 mph)       | about 1400               | Testat de Autocar. |
| 1984            | Ferrari 288 GTO            | 303 km/h (188 mph)       | 272                      | Testat de Auto, Motor und Sport în 1985. |
| 1986            | Porsche 959                | 314 km/h (195 mph)       | 337                      | Test făcut de Auto, Motor und Sport în 1987. Acest model a avut și varianta 959 Sport care a atins viteza de 317 km/h, dar au fost produse numai 6 unități. |
| 1987            | Ferrari F40                | 326 km/h (202,567 mph)   | 1311                     | Testat de revista Quattroruote. |
| 1991            | Bugatti EB110 GT           | 336 km/h (209 mph)       | 95                       | Testat de Auto, Motor und Sport. |
| 1992            | Jaguar XJ220               | 343 km/h (213 mph)       | 281                      | Testat de Autocar. |
| 1993            | McLaren F1                 | 372 km/h (231 mph)       | 65                       | Limitată din fabrica la 231 mph (371,8 km/h) a atins această viteză pe circuitul oval de la Nardo. Aceasta este în continuare cea mai rapidă mașină cu motor cu aspirație naturală. |
| 19 aprilie 2005 | Bugatti Veyron 16.4        | 408,47 mph (657,37 km/h) | 300                      | [ 21 ] |
| 26 iunie 2010   | Bugatti Veyron Super Sport | 415 km/h (257,87 mph)    | 30                       | Au fost produse 30 de unități dintre care 5 numite Super Sport World Record Edition, ating viteza de 431 km/h (267,811 mph). Celelalte 25 sunt limitate electronic la 415 km/h (258 mph). Mașina care deține recordul a fost pilotată de Pierre-Henri Raphanel pe circuitul de la Nürburgring sub atenta supraveghere a Guinness World Records. |

## Galerie
|  |  |  |  |

|  |  |  |  |

|  |  |  |  |

|  |  |  |  |